# Jaçanã-pequena
A jaçanã-pequena (Microparra capensis) é uma espécie de ave caradriforme da família dos jacanídeos. É monotípica no gênero Microparra. Nativa do centro-sudeste da África, habitando áreas alagadas como pântanos, lagos e lagoas. É o menor representante da família Jacanidae, como diz o seu próprio nome popular e binominal. Era considerada por alguns autores como uma forma neotênica da jaçanã-africana (Actophilornis africanus).
Pode ser encontrada em Angola, Botswana, Burquina Fasso, Burundi, Camarões, República Centro-Africana, Chade, República Democrática do Congo, Costa do Marfim, Etiópia, Quênia, Malawi, Mali, Mauritânia, Moçambique, Namíbia, Níger, Nigéria, Ruanda, Serra Leoa, África do Sul, Sudão, Suazilândia, Tanzânia, Uganda, Zâmbia e Zimbábue.